# Christian Saceanu
Christian Saceanu (Cluj-Napoca, 8 juli 1968) is een Duits voormalig professioneel tennisspeler. Saceanu won in zijn carrière de ATP-toernooien van Bristol in 1988 en Rosmalen in 1991.

## Palmares

#### Enkelspel
| Legenda                       | Legenda               |
| ----------------------------- | --------------------- |
| Grand Slam                    |                       |
| Olympische Spelen             |                       |
| tot 2009                      | vanaf 2009            |
| Tennis Masters Cup            | ATP Finals            |
| ATP Masters Series            | ATP Tour Masters 1000 |
| ATP International Series Gold | ATP Tour 500          |
| ATP International Series      | ATP Tour 250          |

| Nr.              | Datum        | Toernooi     | Ondergrond | Tegenstander in finale | Score         | Details |
| ---------------- | ------------ | ------------ | ---------- | ---------------------- | ------------- | ------- |
| Gewonnen finales |              |              |            |                        |               |         |
| 1.               | 19 juli 1988 | Bristol      | Gras       | Ramesh Krishnan        | 6-4, 2-6, 6-2 |         |
| 2.               | 16 juni 1991 | ATP Rosmalen | Gras       | Michiel Schapers       | 6-1, 3-6, 7-5 | Details |
| Verloren finales |              |              |            |                        |               |         |
| 1.               | 19 juli 1987 | Livingston   | Hardcourt  | Johan Kriek            | 7-6, 3-6, 6-2 |         |

## Prestatietabel
| Legenda | Legenda                          |
| ------- | -------------------------------- |
| g.t.    | geen toernooi gehouden           |
| l.c.    | lagere categorie                 |
| –       | niet deelgenomen                 |
| G       | uitgeschakeld in de groepsfase   |
| 1R      | uitgeschakeld in de eerste ronde |
| 2R      | uitgeschakeld in de tweede ronde |
| 3R      | uitgeschakeld in de derde ronde  |
| 4R      | uitgeschakeld in de vierde ronde |
| KF      | uitgeschakeld in de kwartfinale  |
| HF      | uitgeschakeld in de halve finale |
| F       | de finale verloren               |
| W       | het toernooi gewonnen            |
| w-v     | winst/verlies-balans             |

### Prestatietabel grand slam, enkelspel
| Toernooi        | 1986 | 1987 | 1988 | 1989 | 1990 | 1991 | 1992 | 1993 | 1994 |
| --------------- | ---- | ---- | ---- | ---- | ---- | ---- | ---- | ---- | ---- |
| Australian Open | –    | 1R   | 4R   | 2R   | –    | 2R   | 1R   | 1R   | –    |
| Roland Garros   | –    | –    | 2R   | 2R   | –    | 1R   | –    | –    | –    |
| Wimbledon       | 1R   | 1R   | 1R   | 1R   | –    | 3R   | 4R   | –    | 2R   |
| US Open         | –    | 1R   | –    | –    | –    | 2R   | –    | –    | –    |

### Prestatietabel grand slam, dubbelspel
| Toernooi        | 1987 | 1988 | 1989 | 1990 | 1991 | 1992 | 1993 |
| --------------- | ---- | ---- | ---- | ---- | ---- | ---- | ---- |
| Australian Open | –    | 1R   | –    | 1R   | –    | –    | –    |
| Roland Garros   | –    | –    | 3R   | –    | –    | –    | 1R   |
| Wimbledon       | 1R   | –    | 1R   | 1R   | –    | –    | 2R   |
| US Open         | –    | –    | –    | –    | –    | –    |      |